# Киргизстан на літніх Олімпійських іграх 2012
Киргизстан на літніх Олімпійських іграх  2012 представляли 14  спортсменів у 8 видах спорту. Киргизькі спортсмени не здобули жодної олімпійської медалі.